# Gosiulus nati
Gosiulus nati är en mångfotingart som först beskrevs av Loomis 1963.  Gosiulus nati ingår i släktet Gosiulus och familjen Parajulidae. Inga underarter finns listade i Catalogue of Life.